# Список обвинувачених Нюрнберзького процесу
У списку в алфавітному порядку представлені колишні керівники гітлерівської Німеччини, щодо яких з 20 листопада 1945 по 1 жовтня 1946 року проводилися судові розгляди в Міжнародному військовому трибуналі в Нюрнберзі. 

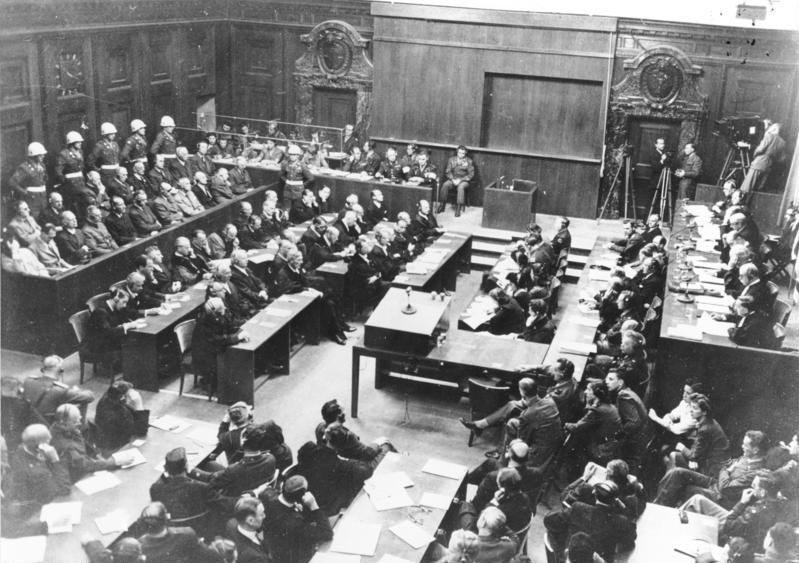
Засідання Нюрнберзького процесу. Грудень 1945 року

Нюрнберзький процес був головним міжнародним судовим процесом проти керівників гітлерівського режиму в Міжнародному військовому трибуналі. Розгляди проводилися відповідно до рішення Лондонської конференції союзних держав, на якій був затверджений статут трибуналу. Обвинуваченими на даному процесі стали 24 вищих нацистських керівники. На процесі були пред'явлені звинувачення за чотирма пунктами: 
1. Плани нацистської партії, що включають агресію проти всього світу;
2. Злочини проти миру;
3. Воєнні злочини;
4. Злочини проти людяності.

В результаті 12 обвинувачених було засуджено до смертної кари, ще семеро — до різних термінів ув'язнення, троє були виправдані. Один обвинувачений наклав на себе руки до початку процесу, ще один був визнаний невиліковно хворим.
У списку представлені персоналії, включені в список обвинувачених Нюрнберзького процесу, у тому числі ті, хто не постав перед судом. У примітках вказані посилання на джерела по кожній персоналії.

## Умовні позначення в таблиці
- Сірим кольором у таблиці виділені особи, страчені за вироком суду.
- Бежевим кольором у таблиці виділені особи, що наклали на себе руки до або після вироку суду або загиблі за інших обставин.
- Білим кольором у таблиці виділені особи, що залишилися живими.
- В — персона визнана винною згідно з цим пунктом пред'явленого обвинувачення.
- НВ — персона визнана невинною згідно з цим пунктом пред'явленого обвинувачення.
- ЗНП — персоні не пред'явлено звинувачення згідно з цим пунктом.

## Список обвинувачених та підсудних Нюрнберзького процесу
| Повне ім'я                                                                                            | Портрет                             | Звання і посада | Визнання вини за пунктами звинувачення | Визнання вини за пунктами звинувачення | Визнання вини за пунктами звинувачення | Визнання вини за пунктами звинувачення | Вирок суду і подальша доля | Примітки |
| Повне ім'я                                                                                            | Портрет                             | Звання і посада | 1                                      | 2                                      | 3                                      | 4                                      | Вирок суду і подальша доля | Примітки |
| --- | ----------------------------------- | --- | -------------------------------------- | -------------------------------------- | -------------------------------------- | -------------------------------------- | --- | -------- |
| Мартін Борман (нім. Martin Bormann)                                                                   | (17 червня 1900 — 2 травня 1945)    | Начальник Партійної канцелярії НСДАП; Рейхсляйтер; Рейхсміністр без портфеля. Секретар фюрера. | НВ                                     | ЗНП                                    | В                                      | В                                      | Заочно постав перед судом, був засуджений до смертної кари через повішення. Довгий час вважалося, що Борман живий і ховається від правосуддя. В 1973 році офіційно визнаний загиблим. | [ 4 ]    |
| Герман Герінг (нім. Hermann Wilhelm Göring)                                                           | (12 січня 1893 — 15 жовтня 1946)    | Рейхсмаршал Великогерманського рейху. Головнокомандувач військово — повітряними силами Третього рейху. Голова Рейхстагу; рейхсміністр авіації. 23 квітня 1945 року, за наказом фюрера, знятий з усіх займаних посад і поміщений під домашній арешт. | В                                      | В                                      | В                                      | В                                      | Визнаний винним за всіма пунктами звинувачення, був засуджений до смертної кари через повішення. Подав прохання про заміну шибениці розстрілом, яке було відхилено. За кілька годин до страти заподіяв собі смерть, прийнявши отруту. | [ 6 ]    |
| Рудольф Гесс (нім. Rudolf Heß)                                                                        | (26 квітня 1894 — 17 серпня 1987)   | Обергруппенфюрер СС та СА. Рейхсляйтер; Рейхсміністр без портфеля. Заступник фюрера по НСРПН. | В                                      | В                                      | НВ                                     | НВ                                     | На процесі Гесс названий одним з головних воєнних злочинців, однак з огляду на те, що він потрапив в полон на початку війни, був визнаний невинним у воєнних злочинах і злочинах проти людяності. Засуджений до довічного ув'язнення (радянський суддя, який заявив особливу думку, наполягав на смертній карі). Відбував довічний термін в Берліні в в'язниці Шпандау. В 1987 році наклав на себе руки за загадкових обставин. | [ 8 ]    |
| Карл Деніц (нім. Karl Dönitz)                                                                         | (16 вересня 1891 — 24 грудня 1980)  | Грос-адмірал. Головнокомандувач військово — морськими силами Третього рейху (1943 — 1945). рейхспрезидента і головнокомандувач збройними силами Третього рейху (з 30 квітня по 23 травня 1945 року).                                                | НВ                                     | В                                      | В                                      | ЗНП                                    | Засуджений до 10 років тюремного ув'язнення за вчинення воєнних злочинів (зокрема ведення необмеженої підводної війни). Повністю відбувши термін, вийшов на свободу і отримав від уряду ФРН адміральську пенсію. | [ 9 ]    |
| Ернст Фрідріх Крістоф «Фріц» Заукель (нім. Ernst Friedrich Christoph Fritz Sauckel)                   | (27 жовтня 1894 — 16 жовтня 1946)   | Обергрупенфюрер СС і СА. Рейхсштатгальтер і гауляйтер Тюрингії. Генеральний уповноважений з використання робочої сили і комісар по робочій силі в управлінні чотирирічного плану.                                                                   | НВ                                     | НВ                                     | В                                      | В                                      | Визнаний винним у скоєнні воєнних злочинів і злочинів проти людяності, насамперед за жорстоке поводження з депортованими іноземними робітниками і військовополоненими. Повішений. | [ 10 ]   |
| Артур Зейсс-Інкварт (нім. Arthur Seyß-Inquart)                                                        | (22 липня 1892 — 16 жовтня 1946)    | Обергруппенфюрер СС. Заступник генерал — губернатора (1939 — 1940); рейхскомісар Нідерландів (1940 — 1944). | НВ                                     | В                                      | В                                      | В                                      | Визнаний винним у скоєнні воєнних злочинів і злочинів проти людяності, насамперед за жорстоке поводження з населенням окупованих територій та організацію переслідування євреїв. Один з небагатьох підсудних, які визнали свою провину. Повішений. | [ 11 ]   |
| Альфред Йодль (нім. Alfred Jodl)                                                                      | (10 травня 1890 — 16 жовтня 1946)   | Генерал-полковник. Начальник оперативного управління Верховного командування збройних сил Третього рейху. | В                                      | В                                      | В                                      | В                                      | Визнано винним за всіма пунктами звинувачення, був засуджений до смертної кари через повішення. Подав прохання про заміну шибениці розстрілом, яке було відхилено. Повішений. В 1953 році вдова А. Йодля домоглася його повної реабілітації Мюнхенським судом, яка була скасована в тому ж році під тиском громадськості. | [ 12 ]   |
| Ернст Кальтенбруннер (нім. Ernst Kaltenbrunner)                                                       | (4 жовтня 1903 — 16 жовтня 1946)    | Обергрупенфюрер СС і генерал поліції і військ СС. Начальник Головного управління імперської безпеки. | НВ                                     | ЗНП                                    | В                                      | В                                      | Визнаний винним у скоєнні воєнних злочинів і злочинів проти людства, перш за все за жорстоке поводження з мирним населенням окупованих територій і військовополоненими, а також організацію переслідування євреїв. Повішений. | [ 13 ]   |
| Вільгельм Кейтель (нім. Wilhelm Bodewin Johann Gustav Keitel)                                         | (22 вересня 1882 — 16 жовтня 1946)  | Генерал-фельдмаршал. Начальник штабу ОКВ. | В                                      | В                                      | В                                      | В                                      | Визнаний винним за всіма пунктами звинувачення, був засуджений до смертної кари через повішення. Подав прохання про заміну шибениці розстрілом, яке було відхилено. Повішений. | [ 14 ]   |
| Ґустав Крупп фон Болен унд Гальбах (нім. Gustav Georg Friedrich Maria Krupp von Bohlen und Halbach)   | (7 серпня 1870 — 16 січня 1950)     | Фюрер військової економіки. Власник і керівник концерну «АГ Крупп». | —                                      | —                                      | —                                      | —                                      | Г. Круппу було пред'явлено звинувачення за всіма пунктами, однак з огляду на те, що через перенесеного в 1943 року інсульту він впав у маразм, було прийнято рішення звільнити його від кримінальної відповідальності. | [ 15 ]   |
| Роберт Лей (нім. Robert Ley)                                                                          | (15 лютого 1890 — 25 жовтня 1945)   | Обергруппенфюрер СА. Рейхсляйтер, завідувач організаційного відділу НСРПН Керівник Германського трудового фронту | —                                      | —                                      | —                                      | —                                      | Р. Лею було пред'явлено обвинувачення по всім пунктам. Покінчив життя самогубством у в'язниці незадовго до початку процесу. | [ 16 ]   |
| Константі́н фон Нейрат (нім. Konstantin von Neurath)                                                   | (2 лютого 1873 — 14 серпня 1956)    | Обергрупенфюрер СС. Рейхсміністр закордонних справ (1932 — 1938). Рейхспротектор Богемії і Моравії (1939 — 1941). | В                                      | В                                      | В                                      | В                                      | Визнаний винним за всіма пунктами звинувачення. З огляду на те, що була встановлена непідконтрольність Нейрат каральних органів, був засуджений до 15 років тюремного ув'язнення. В 1954 році був достроково звільнений з причини поганого стану здоров'я. | [ 17 ]   |
| Франц Йозеф Герман Міхаель Марія фон Папен (нім. Franz Joseph Hermann Michael Maria von Papen)        | (29 жовтня 1879 — 2 травня 1969)    | Рейхсканцлер (1932); віце-канцлер (1933 — 1934). Посол в Австрії (1934 — 1938) і в Туреччині (1939 — 1944). | НВ                                     | НВ                                     | ЗНП                                    | ЗНП                                    | Францу фон Папену були пред'явлені звинувачення за першими двома пунктами. В результаті судових розглядів трибунал визнав його невинним і постановив звільнити в залі суду (радянський суддя, який заявив особливу думку, наполягав на винності Папена). В 1947 році в результаті денацифікації засуджений до восьми місяців тюремного ув'язнення.                                                                              | [ 18 ]   |
| Еріх Йоґан Альберт Редер (нім. Erich Johann Albert Raeder)                                            | (24 квітня 1876 — 6 листопада 1960) | Грос-адмірал. Головнокомандувач військово — морськими силами Третього рейху (1935 — 1943). | В                                      | В                                      | В                                      | ЗНП                                    | Визнаний винним за пред'явленими пунктами звинувачення. Засуджений до довічного тюремного ув'язнення. Клопотання про заміну собі тюремного ув'язнення на розстріл. В 1955 році був достроково звільнений через поганий стан здоров'я і отримав від уряду ФРН адміральську пенсію. | [ 19 ]   |
| Ульріх Фрідріх Вільхельм Йоахім фон Ріббентроп (нім. Ulrich Friedrich Wilhelm Joachim von Ribbentrop) | (30 квітня 1893 — 16 жовтня 1946)   | Обергрупенфюрер СС. Рейхсміністр закордонних справ (1938 — 1945). | В                                      | В                                      | В                                      | В                                      | Визнаний винним за всіма пунктами звинувачення (в матеріалах суду підкреслювалася велика роль міністерства і особисто Ріббентропа в організації голокосту на територіях сателітів Третього рейху). Повішений. | [ 20 ]   |
| Альфред Розенберг (нім. Alfred Rosenberg)                                                             | (12 січня 1893 — 16 жовтня 1946)    | Обергрупенфюрер СА. рейхсляйтера, керівник зовнішньополітичного управління НСДАП, уповноважений фюрера з контролю за загальним духовним і світоглядним вихованням НСДАП. Рейхсміністр східних окупованих територій (1941 — 1945).                   | В                                      | В                                      | В                                      | В                                      | Визнаний винним за всіма пунктами звинувачення, перш за все за жорстоке поводження з населенням окупованих територій та організацію переслідування євреїв. Повішений. | [ 21 ]   |
| Ганс Франк (нім. Hans Michael Frank)                                                                  | (23 травня 1900 — 16 жовтня 1946)   | Обергрупенфюрер СС та СА. рейхсляйтера, рейхсміністр без портфеля, президент Академії німецького права. Генерал — губернатор Польщі. | НВ                                     | ЗНП                                    | В                                      | В                                      | Визнаний винним за двома пунктами звинувачення, перш за все за жорстоке поводження з населенням окупованих територій та організацію переслідування євреїв. Один з небагатьох підсудних, які визнали свою провину. Повішений. | [ 22 ]   |
| Вільгельм Фрік (нім. Wilhelm Frick)                                                                   | (12 березня 1887 — 16 жовтня 1946)  | Рейхсляйтера, керівник фракції НСДАП в Рейхстазі. Рейхсміністр внутрішніх справ Третього рейху (1933 — 1943); рейхсміністр без портфеля (1943 — 1945). Рейхспротектор Богемії і Моравії (1943 — 1945).                                              | НВ                                     | В                                      | В                                      | В                                      | Визнаний винним за трьома пунктами звинувачення, перш за все за жорстоке поводження з населенням окупованих територій та організацію переслідування євреїв. Повішений. | [ 23 ]   |
| Ганс Фріче (нім. Hans Fritzsche)                                                                      | (21 квітня 1900 — 27 вересня 1953)  | Начальник Служби внутрішньої преси (1938 — 1942); начальник відділу радіомовлення міністерства народної освіти і пропаганди (1942 — 1945). Радіоведучий, журналіст.                                                                                 | НВ                                     | НВ                                     | НВ                                     | ЗНП                                    | Залучений на процес як високопоставленого чиновника міністерства пропаганди. В результаті судових розглядів трибунал визнав його невинним і постановив звільнити в залі суду (радянський суддя, який заявив особливу думку, наполягав на винності Фріче). В 1947 році в результаті денацифікації засуджений до 9 років тюремного ув'язнення. Через три роки достроково звільнений за станом здоров'я.                           | [ 24 ]   |
| Вальтер Еммануель Функ (нім. Walther Emanuel Funk)                                                    | (18 серпня 1890 — 31 травня 1960)   | Рейхсміністр економіки (1938 — 1945), генеральний уповноважений з питань воєнної економіки. Президент Рейхсбанку (1939 — 1945). | НВ                                     | В                                      | В                                      | В                                      | Визнаний винним у скоєнні злочинів проти миру, воєнних злочинів і злочинів проти людяності, перш за все за жорстоке поводження з депортованими іноземними робочими, військовополоненими, а також за організацію легалізації коштів отриманих від в'язнів концтаборів (так званий «рахунок Макса Хайлігера»). Засуджений до довічного тюремного ув'язнення. В 1957 році був звільнений за станом здоров'я.                       | [ 25 ]   |
| Ялмар Горас Грілі Шахт (нім. Hjalmar Horace Greeley Schacht)                                          | (22 січня 1887 — 3 червня 1970)     | Рейхсміністр економіки (1934 — 1937), рейхсміністр без портфеля (1937 — 1942). Президент Рейхсбанку (1933 — 1939). У вересні 1944 року, заарештований гестапо за причетність до Липневої змови, до кінця війни містився в концтаборах.              | НВ                                     | НВ                                     | ЗНП                                    | ЗНП                                    | В результаті судових розглядів трибунал визнав його невинним і постановив звільнити в залі суду (радянський суддя, який заявив особливу думку, наполягав на винності Шахта). В 1947 році в результаті денацифікації засуджений до 8 років тюремного ув'язнення. Через рік достроково звільнений за станом здоров'я. Надалі працював у банківській сфері ФРН.                                                                    | [ 26 ]   |
| Бальдур Бенедикт фон Ширах (нім. Baldur Benedikt von Schirach)                                        | (9 травня 1907 — 8 серпня 1974)     | Обергруппенфюрер СА. Рейхсляйтер, рейхсюгендфюрер Гітлерюгенда (1931 — 1940). Гауляйтер Відня (1940 — 1945). | НВ                                     | ЗНП                                    | ЗНП                                    | В                                      | Визнаний винним у злочинах проти людства, перш за все за жорстоке поводження з населенням окупованих територій і організацію переслідування євреїв. Засуджений до 20 років тюремного ув'язнення, повністю відбув термін у в'язниці Шпандау. | [ 27 ]   |
| Альберт Шпеєр (нім. Albert Speer)                                                                     | (19 березня 1905 — 1 вересня 1981)  | Особистий архітектор А. Гітлера. Рейхсміністр озброєнь та воєнної промисловості (1942 — 1945). | НВ                                     | НВ                                     | В                                      | В                                      | Визнаний винним у воєнних злочинах і злочинах проти людяності, насамперед за жорстоке поводження з депортованими іноземними робочими та військовополоненими. Один з небагатьох підсудних, які визнали свою провину, і єдиний, який не подав клопотання про помилування. Засуджений до 20 років тюремного ув'язнення, повністю відбув строк у в'язниці Шпандау.                                                                  | [ 28 ]   |
| Юліус Штрайхер (нім. Julius Streicher)                                                                | (12 лютого 1885 — 16 жовтня 1946)   | Обергруппенфюрер СА. Гауляйтер Франконії (1933 — 1940). Головний редактор тижневика «Der Stürmer» (1923 — 1945). | НВ                                     | ЗНП                                    | ЗНП                                    | В                                      | Визнаний винним у злочинах проти людства, перш за все за розпалювання міжнаціональної ворожнечі, антисемітську пропаганду і заклики до геноциду, що вилилися в переслідування євреїв. Повішений. | [ 29 ]   |